# Daphne du Maurier
Daphne du Maurier, Lady Browning DBE, född 13 maj 1907 i London, död 19 april 1989 i Par, Cornwall, var en brittisk författare.

## Biografi
Daphne du Mauriers farfar var författaren George du Maurier och hennes far skådespelaren sir Gerald du Maurier. Hon undervisades av privatlärare och studerade i Paris. Hon debuterade 1931 med Galjonsbilden, en familjesaga från Cornwall.
Daphne du Maurier är kanske mest känd för romanen Rebecca från 1938 som blev film i regi av Alfred Hitchcock, och kortromanen The Birds som låg till grund för samma regissörs  film med samma namn. Också Värdshuset Jamaica (1936) har filmatiserats av Hitchcock (Jamaica Inn, 1939). Andra filmer som bygger på berättelser av du Maurier är Kusin Rachel (My Cousin Rachel, 1952) och Rösten från andra sidan (Don't Look Now, 1973).
Daphne du Maurier dubbades 1969 till Dame Commander of the Order of the British Empire, DBE.